# Девушка моих кошмаров
«Девушка моих кошмаров» (англ. The Heartbreak Kid) — кинокомедия братьев Фаррелли. Этот фильм является ремейком-пародией на фильм «Разбивающий сердца» (1972) режиссёра Элейн Мэй.

## Сюжет
Эдди (Бен Стиллер) — владелец спортивного магазина в Сан-Франциско. Эдди склонен думать, что он никогда не сможет решиться на женитьбу, его отец и друг тоже обеспокоены этим. Воспользовавшись удачным случаем знакомства с красивой и казалось бы доброй девушкой Лайлой, они подталкивают его к свадьбе. В первые дни медового месяца, который они проводят на мексиканском пляже в Кабо, оказывается, что молодая жена далеко не идеальна. Она ведёт себя не всегда адекватно, обладает набором вредных привычек, но искренне любит Эдди.
Лайла получает солнечные ожоги и вынуждена проводить всё время в комнате. Одновременно Эдди встречает интересную брюнетку из Миссисипи — Миранду. Он проводит с ней много времени, успевает понравиться её многочисленным родственникам (за исключением мрачного кузена). Он не рассказывает, что на самом деле проводит медовый месяц, но из-за недоразумения Миранда и её родственники думают, что он в трауре по погибшей жене. Лайле он тоже врёт о том где проводит время. Но в конце концов правда раскрывается, и Миранда с родственниками настраиваются против него и уезжают. Лайла приходит в бешенство и сжигает все документы мужа. Эдди порывает с Лайлой и вынужден, с большими трудностями, нелегально пересечь границу с Мексикой. Преодолев все препятствия, через несколько недель, он добирается до дома Миранды, но выясняется, что она уже вышла замуж. Эдди пытается объясниться, прорвавшись к ней в спальню, но только делает всё хуже.
Проходит полтора года. Эдди открывает бизнес на том самом мексиканском пляже. Неожиданно сюда на отдых приезжает Миранда, которая уже развелась. Девушка настроена миролюбиво и приглашает Эдди на свидание. Он соглашается, не решившись сообщить, что уже женился снова.

## В ролях
| Актёр               | Роль       |
| ------------------- | ---------- |
| Бен Стиллер         | Эдди       |
| Малин Акерман       | Лайла      |
| Мишель Монаган      | Миранда    |
| Джерри Стиллер      | Док        |
| Роб Кордри          | Мак        |
| Дэнни Макбрайд      | Мартин     |
| Эми Слоан           | Дебора     |
| Ева Лонгория Паркер | Консуэла   |
| Лесли Истербрук     | мама Джоди |
| Карлос Менсиа       | Тито       |